# Північний захід штату Еспіриту-Санту (мезорегіон)
Північний захід штату Еспіриту-Санту (порт. Mesorregião Noroeste Espírito-Santense) — адміністративно-статистичний мезорегіон у Бразилії, входить у штат Еспіриту-Санту. Населення становить 402 710 осіб на 2006 рік. Займає площу 12 039,493 км². Густота населення — 33,4 ос./км².

## Склад мезорегіону
У мезорегіон входять наступні мікрорегіони:
1. Барра-ді-Сан-Франсіску
2. Нова-Венесія
3. Колатіна

| Бразилія | Це незавершена стаття з географії Бразилії. Ви можете допомогти проєкту, виправивши або дописавши її. |